# Nerovnoprávné manželství (malba)
Nerovnoprávné manželství (rusky Неравный брак) je malba ruského umělce Vasilije Pukirjeva. Práci na obrazu zakončil v roce 1862 po završení studia na Moskevské škole malířství, sochařství a architektury. Obraz „Nerovnoprávné manželství“, který se nachází v Treťjakovské státní galerii, byl poprvé vystaven na akademické výstavě roku 1863. Díky své celkové myšlence, silné expresi, neobyčejnému rozměru, co se týče estetiky všednodennosti, a také mistrovskému provedení, se autor ihned dostal na první místa žebříčku nejznámějších ruských malířů. Pukirjev byl za obraz také oceněn akademickým titulem profesora.

## Historická situace
V polovině 19. století se téma nerovnoprávného postavení ženy, dámy v nesnázích, která se má vdát proti své vlastní vůli, stalo v Rusku velmi palčivým. Velké množství manželství se v té době domlouvalo za účelem určitého zisku, či materiálního zájmu. V roce 1854 byla na scéně Malého divadla představena hra Alexandra Nikolajeviče Ostrovského „Chudoba cti netratí“ a v únoru roku 1861 byl publikován výnos Nejsvětějšího synoda, který odsuzoval sňatky s velkým věkovým rozdílem mezi partnery.
Existuje i verze, že za nápadem tématu obrazu stojí kamarád Pukirjeva, který studoval mravy kupecké společnosti a došel k závěru, že mezi nimi panuje bezohlednost, a právě touha kupců po zisku z nich dělá cyniky.

## Práce na obraze
Pukirjev začal na obrazu pracovat v roce 1862. Rychle nakreslil menší náčrt (34x26) a poté začal malovat na velké plátno.

## Popis
Na plátně je vyobrazena svátost pravoslavného církevního svatebního obřadu. Světlo v polotmavém chrámu, které dopadá z okna, jasně osvětluje pouze nevěstu. Ženich je zobrazen jako starý muž v drahém obleku s jízlivým, pohrdavým výrazem ve vrásčitém obličeji. Jeho oči jsou nevýrazné a matné, opovržlivě špulí rty, na krku mu visí kříž, řád Vladimíra II, a na levé straně hrudi má řádovou hvězdu. Těsně utažený límec dodává jeho tváři nehybně strnulý výraz, pouze svůj pohled má mírně skloněný k nevěstě.[zdroj?]
Nevěsta je vyobrazena jako naprostý kontrast k ženichovi. Je velmi mladá, ještě dítě, což je patrné z jejího oválného obličeje. Dívka je drobné postavy a na ramena jí spadají hedvábné světlé vlasy. Na hlavě má závoj, který svědčí o její nevinnosti. Její tvář je bledá a pohled uslzených očí je sklopený dolů, což dodává její postavě neobvyklý dojemný půvab.[zdroj?]
Postava kněze v rouchu je vyobrazena shrbená. Dívá se křivým pohledem, v levé ruce svírá Euchologium (liturgickou knihu východních církví) a v pravé drží zlatý snubní prsten, který se chystá nevěstě nasadit na prst.[zdroj?]
Mezi hosty vyniká postava svědka, který se nachází za nevěstou na kraji obrazu. Pohled jeho tváře vyjadřuje nespokojenost, zkřížené ruce má složené na hrudi. Postavy svědka a nevěsty jsou na obraze propojeny jemnými, nepřímými vazbami. Jednak na to autor poukázal jejich umístěním v těsné blízkosti ve stísněném prostoru chrámu, také jsou pouze oni dva na plátnu mladí a spojuje je společný zážitek. Dle očekávání je na hrudi svědka růže, připnutá blízko jeho srdce. V tomto případě se však jedná o znamení odsuzující hrdinu k utrpení.
Ostatní postavy hrají vedlejší roli. Autor je rozděluje na dvě skupiny: skupinu ženicha a skupinu nevěsty. První skupina, mezi kterými je významný voják a muž stojící vedle něj, si prohlížejí nevěstu s neslušnou zvědavostí. Starší žena po ženichově levici, zřejmě dohazovačka, na něj pohlíží oddaným pohledem. Ve druhé skupině si, kromě svědka, můžeme všimnout postavy muže, který stojí vedle něj. V jeho soustředěném pohledu je možné postřehnout aktivní účast v dění.[zdroj?]

### Rám
Podle vzpomínek prvního správce Treťjakovské galerie Nikolaje Andrejeviče Mudrogela, vytvořil rám pro obraz přítel malíře, rámař Grebenskij, který měl v Moskvě vlastní dílnu na rámování a pozlacování. „Když Pukirjev ten obraz namaloval, Grebenskij se pro něj rozhodl udělat rám „jaký člověk ještě neviděl“… Treťjakovi se rám natolik zalíbil, že si rámy začal objednávat u Grebenského.“ Sám autor zobrazil Grebenského na obraze „Nerovnoprávné manželství“ za ženichem, spolu se svým přítelem malířem a kreslířem Petrem Michajlovičem Šmelkovem.
Je možné, že Grebenskij později pracoval v truhlářské dílně Treťjakovské galerie. V roce 1871 na objednávku Pavla Treťjakova zhotovil i rám obrazu Alexeje Savrasova „Havrani přiletěli“, a také zarámoval zhruba 70 skic Alexandra Ivanova.
Rám obrazu „Nerovnoprávné manželství“ zdobí vyřezávané ornamenty impozantních květin a listů, propletené suchými větévkami břečťanu, který zdůrazňuje kontrast mládí a stáří: neposkvrněnosti rozkvétajícího poupěte a zchátralosti uschlé větve letitého břečťanu. Obraz i rám spojuje francouzský motiv flour d´orange, vzácný a drahocenný květ pomerančovníku, kvetoucí na jaře, symbolizuje něžnost, mládí a nevinnost. Poupata na svatebním věnci a na živůtku nevěstiných bílých saténových šatů se rozvíjí, stejně jako ta v rozích a na listech jedinečného rámu. Tyto jemné květy však potlačuje suchý a přestárlý stonek. Téma nepřirozeného, násilného a smrtícího spojení mládí a stáří se tak opakuje i ve výzdobě rámu. Vzhledem k jedinečnosti a křehkosti reliéfní řezby na rámu, není lehké ho bezpečně převážet, obraz tedy nikdy neopustil sály Treťjakovské galerie.

## Předlohy obrazu

### Verze Nikolaje Varencova
Podle první verze je námět obrazu spojen s milostnou tragédií autorova přítele, mladého kupce Sergeje Michajloviče Varencova. Podle této verze byl Sergej Varencov zamilovaný do 24leté Sofie Nikolajevny Rybnikovové. Nevěstini rodiče však dali přednost bohatšímu a v obchodním průmyslu uznávanému Andreji Alexandroviči Karzinkinovi, který byl o 13 let starší než nevěsta. Navíc dle svědectví N. P. Syrejščikova, Varencova vnuka, byl Sergej vzhledem k okolnostem donucen zúčastnit se svatby jako svědek. Ta se konala roku 1860 v chrámu Tří svatých na Kuliškách. Nikolaj Alexandrovič Varencov ve svých pamětech tuto nutnost vysvětlil tím, že Karzinkinova sestra byla provdána za Nikolaje, staršího bratra Sergeje Varencova.[zdroj?]
Podle této verze Sergej Varencov brzy protestoval proti tomu, aby byl na obraze zosobněn, jelikož se chystal oženit s Olgou Urosovovou. Umělec tak musel na obraz namalovat sám sebe.
| „                                                                                      | O Sergeji Michajloviči se vyprávělo, že byl zamilovaný do milostslečny dcery kupce Rybnikova a chtěl se s ní oženit. Její rodiče ji však raději provdali za Andreje Alexandroviče Karzinkina, sice ne tak pohledného, zato velmi bohatého a dobrého muže. Tento nezdar Sergeje Michajloviče velice soužil a o svůj zármutek se podělil se svým přítelem malířem Pukirjevem, který jeho příběh použil jako námět svého obrazu „Nerovnoprávné manželství“. Na něm je ženich vyobrazen jako starý generál a svědek, Sergej Michajlovič, stojí se založenýma rukama na prsou. Obraz dosáhl na výstavě velkého úspěchu, odkoupil ho Treťjakov a dodnes se nachází v Treťjakovské galerii. Když Sergej Michajlovič spatřil vyobrazení sebe samého, tak se s Pukirjevem velice pohádali. Pukirjev byl nucen přimalovat svědkovi plnovous, protože Sergej Michajlovič vousy nenosil, ale jeho rysy obličeje ponechal stejné. | “ |
| — Nikolaj Alexandrovič Varencov. Paměti. Слышанное. Виденное. Передуманное. Пережитое. | |   |

Potvrzující skutečnost, že autor namaloval sebe sama, je jeho podoba s vyobrazením umělce na obraze „V ateliéru umělce“ (1865), kde dle svědectví Mudrogela autor ztvárnil sám sebe. Malířův přítel Sergej Ivanovič Gribkov rovněž potvrdil, že „se založenýma rukama je na obraze sám Pukirjev, jako živý“.

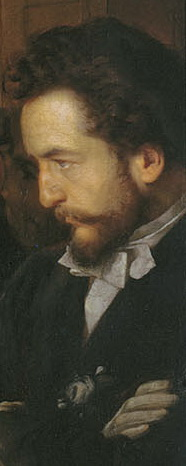
Vasilij Pukirjev jako svědek na obraze „Nerovnoprávné manželství“
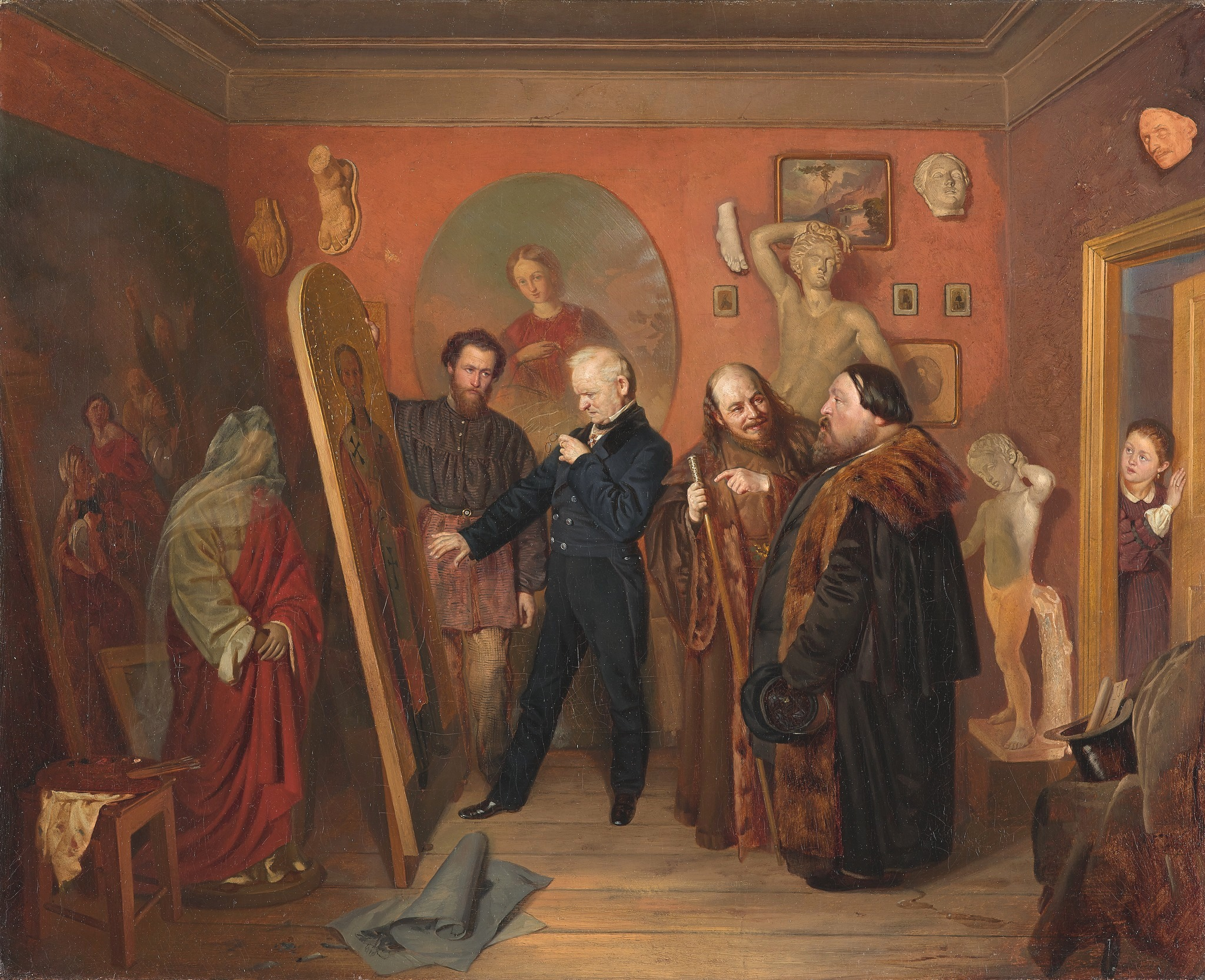
Obraz „V ateliéru umělce“, v pozadí je zobrazen sám autor Vasilij Pukirjev, opřený rukou o malířský stojan
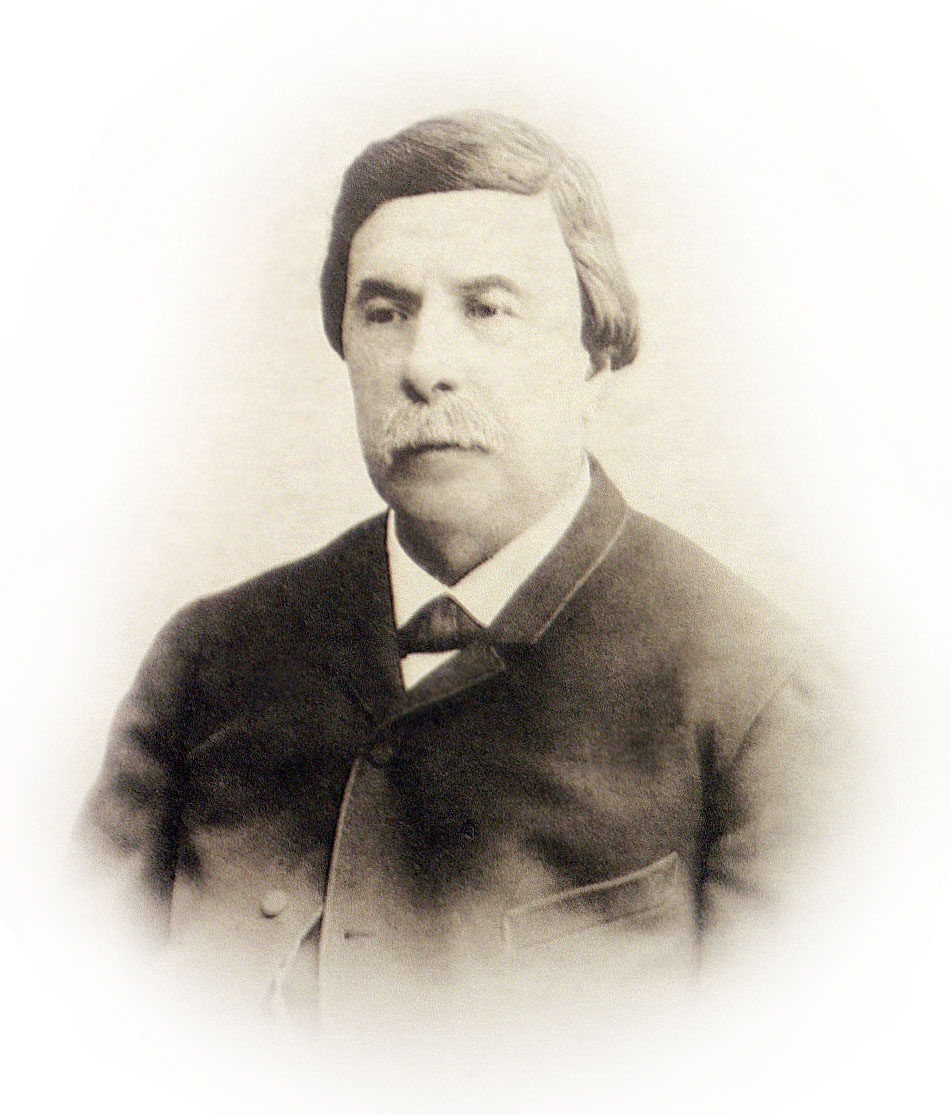
Andrej Aleksandrovič Karzinkin, fotografie z konce 19. století
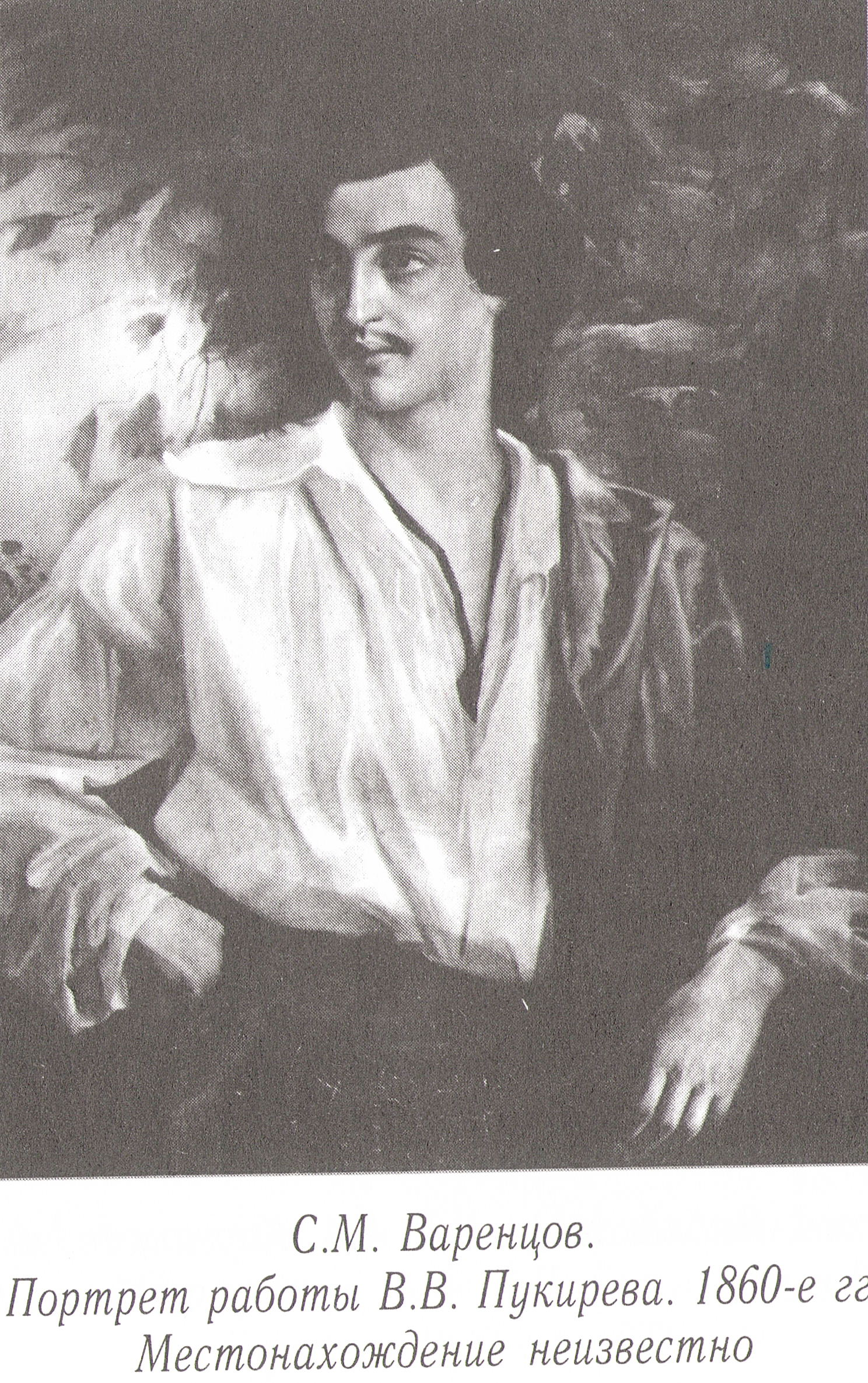
Portrét Sergeje Michajloviče Varencova, Vasilij Pukrijev, 60. léta 19. století.

### Verze Gribkova a Mudrogela
Podle druhé verze, kterou vyslovili malířovi přátelé Sergej Ivanovič Gribkov a Nikolaj Andrejevič Mudrogel, obraz znázorňuje milostné drama samotného umělce. Gribkov o tom podrobně vyprávěl:
| „                                                                        | Kolega a přítel V.V. Pukrjeva z mládí (S. I. Gribkov) znal příběh, který stál za zhotovením obrazu „Nerovnoprávné manželství“ a všechen autorův tragický osud. Tento starý a významný úředník je živoucí bytost. Nevěsta vedle něj je portrét nevěsty V. V. Pukirjeva. A muž stojící vzadu se zkříženýma rukama je sám V. V. Pukirjev, jako živý. | “ |
| — Vladimir Alexejevič Giljarovskij. Moskva a Moskvané. Москва и москвичи | |   |

Podle této verze je na obraze zobrazena žena, která se měla stát nevěstou samotného Pukirjeva. Praskovja Matvějeva Varencovová, vnučka kněžny Olgy Mironovny Šepino-Rostovské (rozené Varencovové-Tarchovské), manželky knížete A. I. Šepina-Rostovského. Tento fakt se potvrdil v roce 2002, kdy Treťjakovská galerie získala kresbu z roku 1907, na níž je napsáno: „Praskovja Matvějeva Varencovová, podle které před 44 lety malíř V. V. Pukirjev namaloval svůj slavný obraz „Nerovnoprávné manželství“. Paní Varencovová žije v Moskvě, v Mazurynském chudobinci.
L. Kac navrhl, že postavu ženicha autor ztvárnil podle vůdce šlechty Tverské oblasti Alexeje Markoviče Poltorackého, kvůli podobnosti jeho posmrtného portrétu. Na náčrtku obrazu „Starcova hlava“, dal malíř znát, že maloval podobu knížete Cicianova. Ludmila Polozovová předpokládá, že se jedná o knížete Pavla Ivanoviče Cincianova. N. P. Syrejščikov tvrdí, že předlohou „Starcovy hlavy“ byl kuchař Vladimir Ivanovič, který tou dobou sloužil v domě Varencových. Polozovová se navíc domnívá, že obraz mohl být namalován kolektivně. Postava a oblečení Poltorackým, portréty s neobvyklými výrazy ve tváři Cicianovem, a šedé vlasy kuchařem Vladimirem Ivanovičem.
Na obraze si můžeme povšimnou i dvou dalších postav, které autor znal. Vedle svědka je zobrazen přítel Pukirjeva, umělec Petr Michajlovič Šmelkov, který dle jedné verze vnukl autorovi nápad obrazu. Mimo jiné je na boční straně obrazu tvář rámovače Grebenského, který malíři slíbil vyhotovit rám „jaký člověk ještě neviděl“.

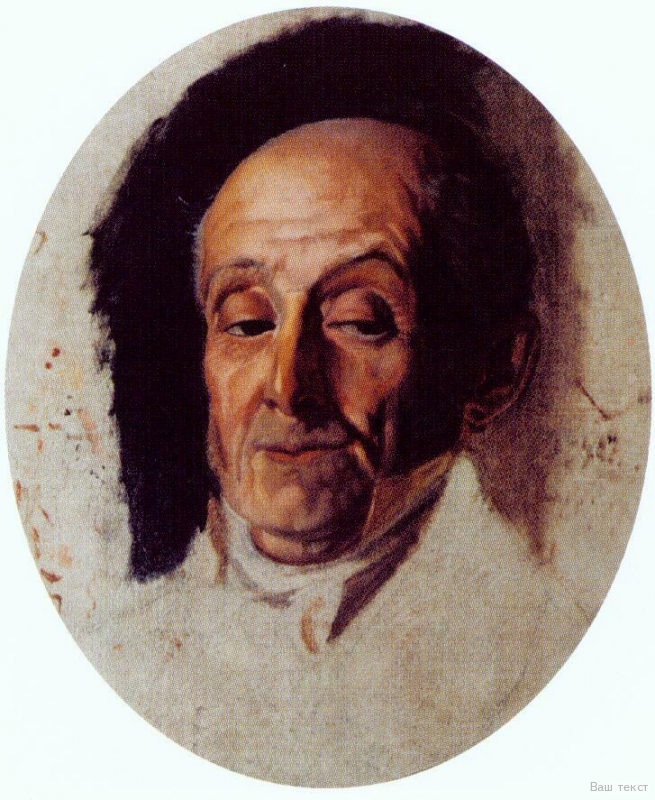
„Starcova hlava”, náčrt pro obraz „Nerovnoprávné manželství”. Na zadní straně plátna je perem napsáno: Pukirjev. Náčrt pro obraz „Nerovnoprávné manželství” (Treťjakovská galerie). Pod tím: Podle knížete Cicianova.
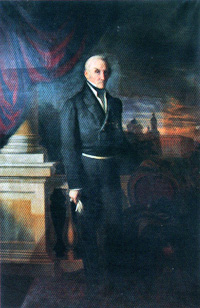
Portrét A. M. Poltorackého, Pukirjev, 1861.
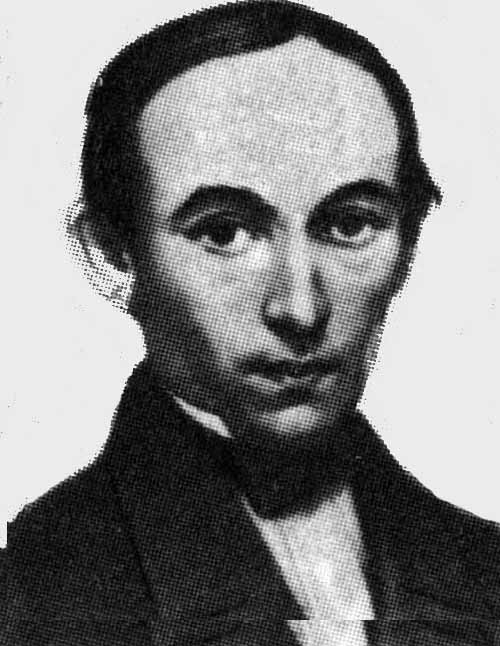
Petr Michajlovič Šmelkov (1819–1890)
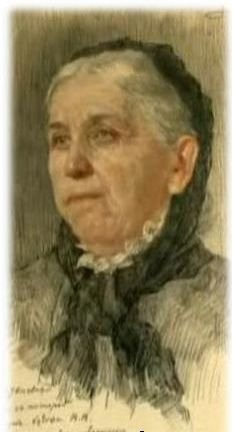
Kresba tužkou z roku 1907, V. D. Suchov. Píše se zde: „Praskovja Matvějeva Varencovová, podle které před 44 lety malíř V. V. Pukirjev namaloval svůj slavný obraz „Nerovnoprávné manželství“. Paní Varencovová žije v Moskvě, v Mazurynském chudobinci“

## Následující události
Obraz byl vystaven v září 1863 v Petrohradu na pravidelné akademické výstavě, ale ještě před výstavou ho koupil Pukirjevův přítel, sběratel Alexandr Borisovský. Od něj ho roku 1871 odkoupil Pavel Treťjakov za 1 500 rublů. Dnes[kdy?] je obraz k vidění v Treťjakovské galerii v Moskvě.[zdroj?]
Na výstavě obraz udělal na současníky ohromný dojem. Vladimir Stasov se domníval, že Pukirjevova malba je jedním ze zásadních, ale zároveň i nejtragičtějších děl ruské školy. Ilja Repin poznamenal, že Pukirjev svým obrazem „pohoršil nejednoho starého generála“. Zatímco historik Nikolaj Kostomarov se přátelům přiznal, že jakmile obraz spatřil, tak se vzdal jakýchkoliv plánů oženit se s mladou dívkou . Tou dobou časopis „Iskra“ v článku „Расшаркивающееся искусство“ (1863) obraz silně zkritizoval za nedostatek opravdové sociální výpovědi, nápadný sentimentalismus a melodramatičnost, které snižují jeho uměleckou hodnotu.[zdroj?]

V roce 1875 Pukirjev namaloval obraz na stejné téma, který je nyní[kdy?] v expozici Národního uměleckého muzea Běloruské republiky. K motivu sňatku se Pukirjev vrátil i ve svých dalších dílech, například u obrazů „Přijetí věna na malbě“ a „Přerušený sňatek“.

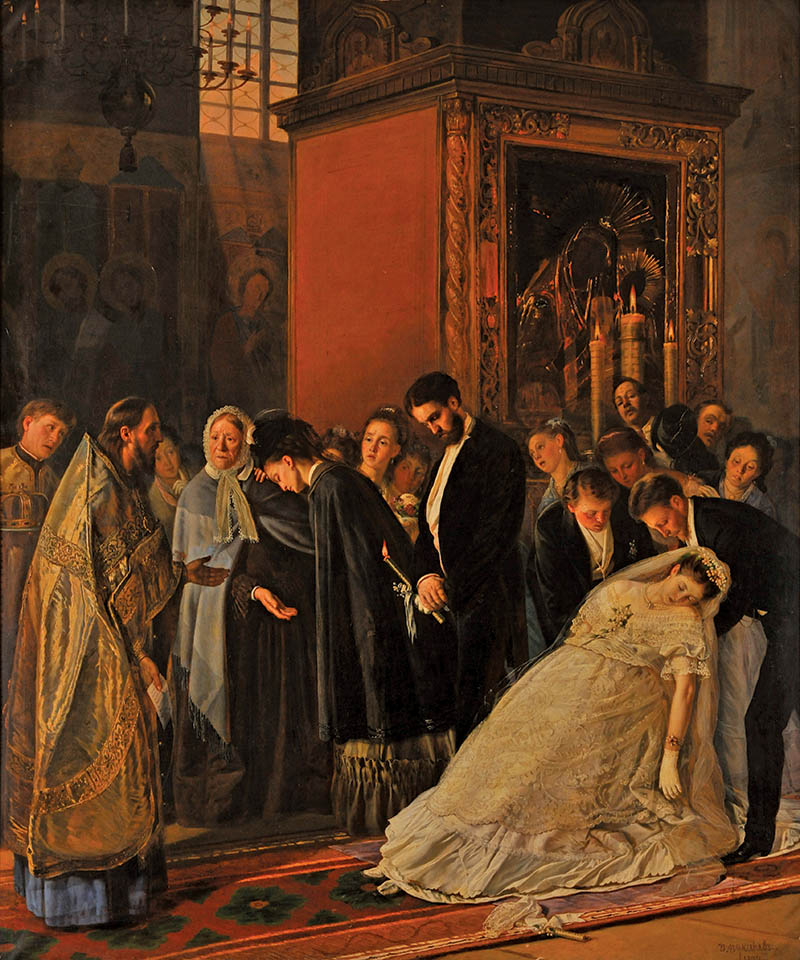
„Bigamista, aneb Přerušený sňatek“. Pukirjev. 1877
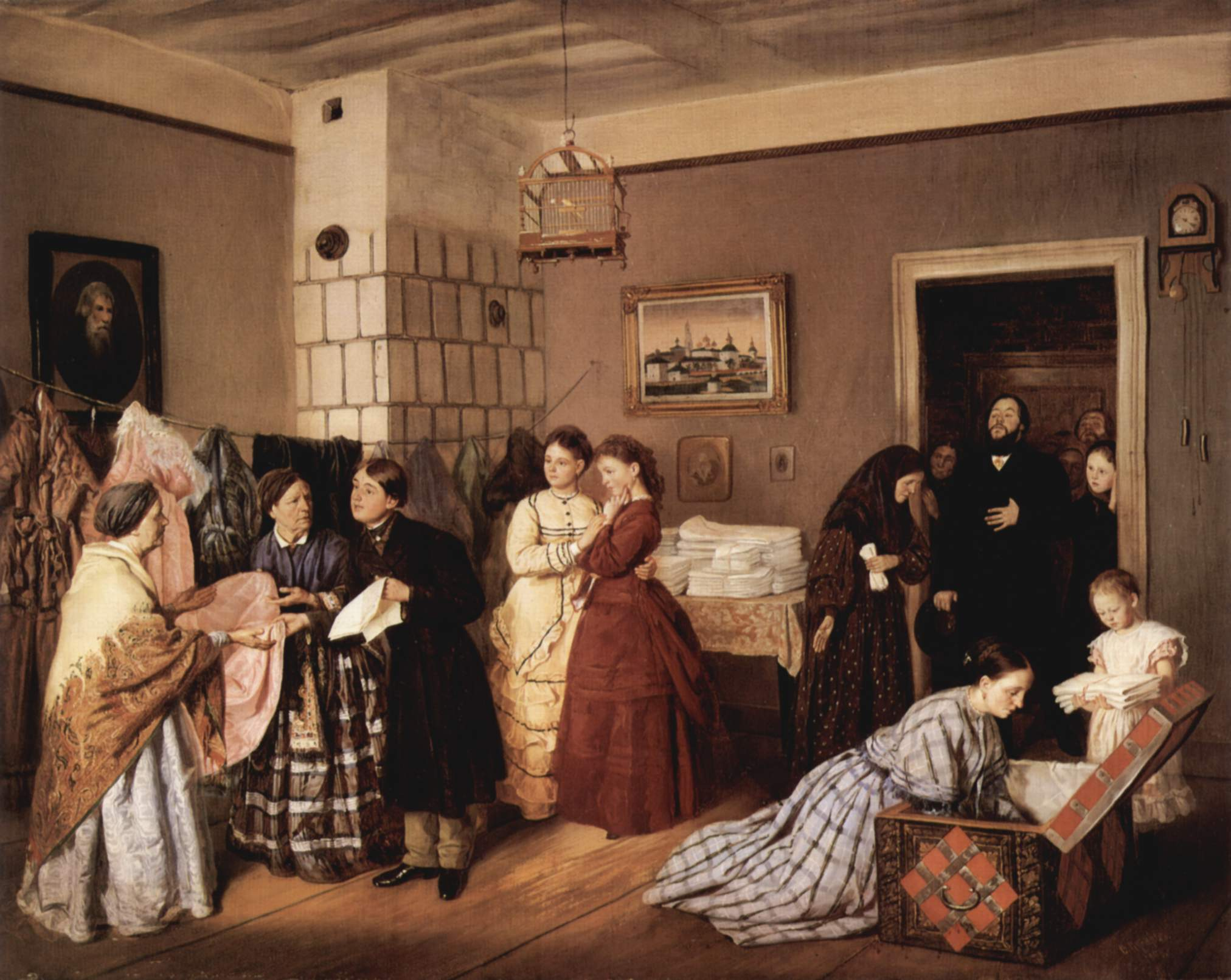
„Přijetí věna v kupecké rodině na malbě“. Pukirjev. 1873.

## Zajímavosti
- „Nerovnoprávné manželství“ je název jedné z povídek Michaila Zoščenka (1935).[14] Na začátku povídky je popis Pukirjevova obrazu.
- Na obalu alba „Jahody s ledem“ (rusky Клубника со льдом) skupiny Krematorium je obraz „Nerovnoprávné manželství“. Tvůrci návrhu malbu doplnili o postavu v bílém plášti.